# Audio Codec 97

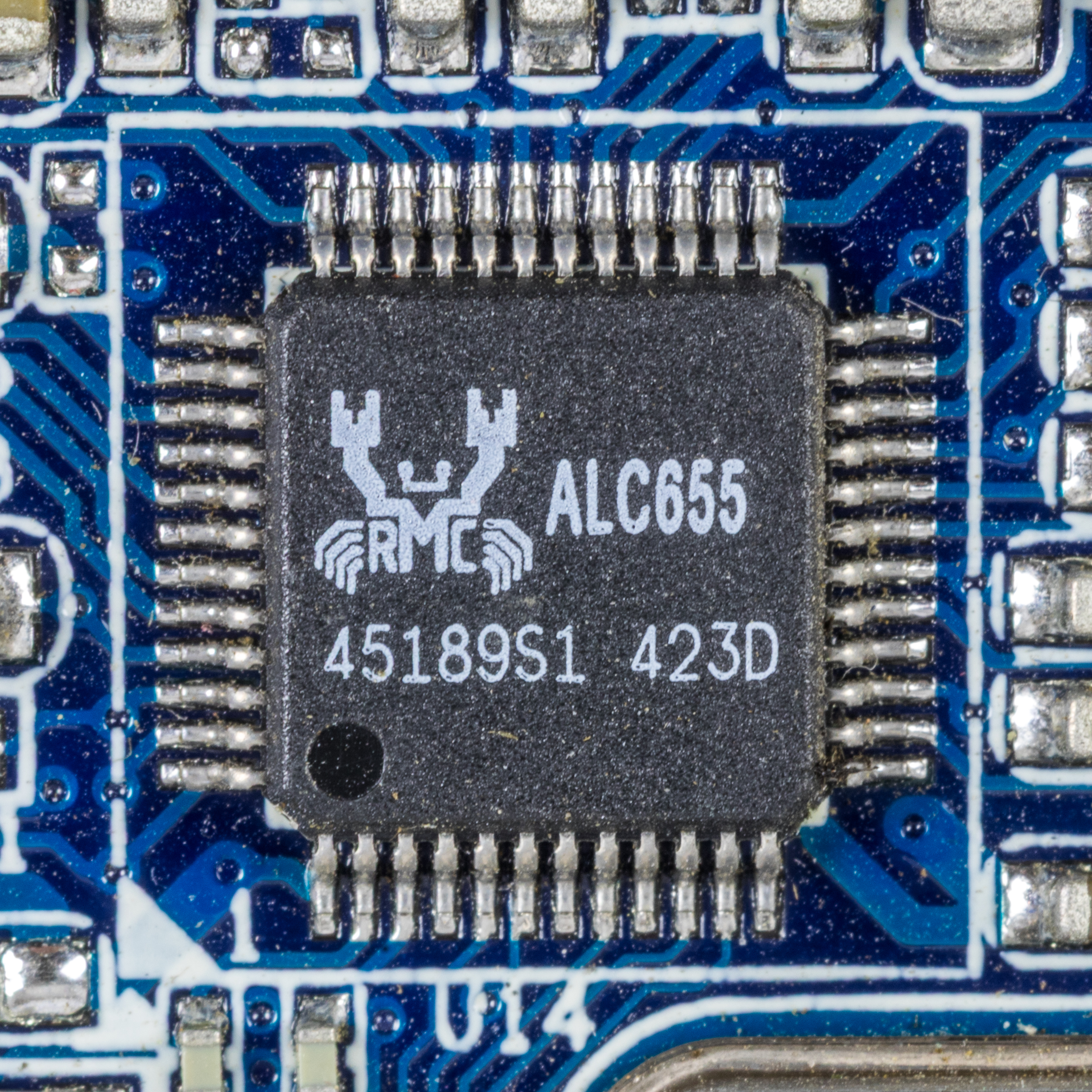
Chip codec padrão AC'97 Realtek ALC655

Audio Codec '97 (abreviado como AC'97) é um codec de áudio padrão da Intel Corporation, desenvolvido pelo Intel Architecture Labs em 1997, e usado principalmente em placas-mãe, modems e placas de som.
O uso da expressão codec de áudio pela Intel refere-se a sinais sendo codificados/decodificados de/para áudio analógico de/para áudio digital, sendo por conseguinte um conversor A/D/D/A. Isto não deve ser confundido com um codec no sentido de converter um formato binário para outro, tal como um codec de áudio (MP3) ou vídeo (Xvid) num tocador de mídia.
Os componentes de áudio integrados nos chipsets Intel consistem em dois grupos: um controlador digital AC'97 (DC97), o qual é incorporado ao I/O Controller Hub (ICH) do chipset, e o conjunto dos codecs de áudio e modem AC'97, que é o componente analógico da arquitetura. AC'97 define uma arquitetura de áudio de alta qualidade, com 16 ou 20 bits para a maioria dos PCs desktop usados hoje em dia. O AC'97 suporta 96.000 amostras por segundo em som estéreo de 20 bits e 48.000 amostras/segundo para gravação e reprodução em estéreo multicanal de 20 bits.
O áudio integrado é implementado com o Codec AC'97 na placa-mãe, uma placa Communications and Networking Riser (CNR) ou Audio Modem Riser (AMR). 
O AC '97 v2.3 possibilita áudio "Ligar e Usar" para o usuário final. Esta versão fornece dados paramétricos sobre o dispositivo analógico que está sendo usado.
Em 2004, o AC'97 foi superado pelo Intel High Definition Audio (HD Audio).

## AC-Link
O AC-Link é um fluxo serial PCM digital, bidirecional, de taxa fixas (12,288 MHz). Lida com entradas e saídas múltiplas de fluxos de áudio e acesso de registros de controle utilizando um esquema de divisão multiplexada de tempo (TDM). A arquitetura AC-Link divide cada frame de áudio em fluxos de dados que entram e saem, cada qual com uma resolução de amostra de 20 bits.

## Chips Codec
Os codec chips possuem uma interface AC97 em um dos lados e uma interface de áudio analógica no outro. Geralmente, são pequenos chips quadrados com 48 pinos. São D/A e A/D ou apenas D/A.
- Analog Devices AD1819B, 1881A, 1885, 1886, 1887, 1980, 1981, 1985
- AKM (Asahi Kasei Microsystems) AK 4540, 4543, 4544A, 4545
- Avance Logic (agora Realtek) ALC201A, ALC202/A, ALC650, ALC655, ALC658, ALC101, ALC202A, ALC250, ALC850
- Conexant Cx20468 - com um modem
- Cirrus Logic CrystalWare CS429x
- Crystal 4205, 4202
- C-Media CMI9738, 9739 ,9761 ,9880
- ESS ES1988 (com um modem)
- Empia EMP202 (2 canais, 20 bits DAC e 20 bits ADC, áudio codec full duplex estéreo compatível com AC'97 2.2)
- Intersil HMP9701 (obsoleto, taxa de amostragem fixa de 48kHz)
- National Semiconductor LM 4540, 43, 45, 46, 48, 49, 50
- Philips UCB 1400 (com controlador touchscreen)
- Realtek ALC655, ALC883, ALC268
- SigmaTel (agora IDT) C-Major STAC 9460 (só D/A), 9461, 9462, 9463, 9200, 9202, 9250, 9251, 9220, 9221, 9223, 9750
- Silicon Image Si3024 (apenas mono)
- Texas Instruments TLV320AIC23B
- TriTech Microelectronics TR28022, 28026
- Yamaha YMF 743, 752, 753
- VIA VT1612, VT1616 (VIA Six-TRAC Vinyl Audio), VT82C686
- Winbond W83971
- Wolfson Microelectronics WM9701, WM9703, WM9704, WM9705 (com touchscreen), WM9707, WM9708, WM9709 (só DAC), WM9711, WM9712 (com touchscreen), WM9713 (com touchscreen), WM9714